# Großsteingrab Angelslo-Noord
Das Großsteingrab Angelslo-Noord ist eine megalithische Grabanlage der jungsteinzeitlichen Westgruppe der Trichterbecherkultur in Angelslo, einem Wohngebiet der Gemeinde Emmen in der niederländischen Provinz Drenthe. Es trägt die Van-Giffen-Nummer D46.

## Lage
Das Grab befindet sich heute mitten im Neubaugebiet Angelslo auf einer Grünfläche zwischen dem Fokkingeslag und dem Hoitingeslag. In der näheren Umgebung gibt es mehrere weitere Großsteingräber. 330 m südsüdöstlich befindet sich das Großsteingrab Angelslo-Zuid (D47) und 2,1 km westnordwestlich das Großsteingrab Emmerdennen (D47).

## Forschungsgeschichte

### 18. und 19. Jahrhundert
Die Existenz des Grabes wurde erstmals auf der zwischen 1788 und 1792 entstandenen Hottinger-Karte erwähnt. Johannes Hofstede führte 1809 entweder hier oder an Grab D47 eine Ausgrabung durch. Leonhardt Johannes Friedrich Janssen, Kurator der Sammlung niederländischer Altertümer im Rijksmuseum van Oudheden in Leiden, besuchte 1847 einen Großteil der noch erhaltenen Großsteingräber der Niederlande, darunter auch das Grab von Angelslo-Noord, und publizierte im folgenden Jahr das erste Überblickswerk mit Baubeschreibungen und schematischen Plänen der Gräber. Janssens Nachfolger Willem Pleyte unternahm 1874 zusammen mit dem Fotografen Jan Goedeljee eine Reise durch Drenthe und ließ dort erstmals alle Großsteingräber systematisch fotografieren. Auf Grundlage dieser Fotos fertigte er Lithografien an. Conrad Leemans, Direktor des Rijksmuseums, unternahm 1877 unabhängig von Pleyte eine Reise nach Drenthe. Jan Ernst Henric Hooft van Iddekinge, der zuvor schon mit Pleyte dort gewesen war, fertigte für Leemans Pläne der Großsteingräber an. Leemans’ Bericht blieb allerdings unpubliziert. 1878 erfolgte eine Untersuchung durch William Collings Lukis und Henry Dryden, die auf Anregung von Augustus Wollaston Franks die Provinz Drenthe bereisten und dabei sehr genaue Grundriss- und Schnittzeichnungen von 40 Großsteingräbern anfertigten.

### 20. und 21. Jahrhundert
Zwischen 1904 und 1906 dokumentierte der Mediziner und Amateurarchäologe Willem Johannes de Wilde alle noch erhaltenen Großsteingräber der Niederlande durch genaue Pläne, Fotografien und ausführliche Baubeschreibungen. Seine Aufzeichnungen zum Grab von Angelslo-Noord sind allerdings verloren gegangen. 1918 dokumentierte Albert Egges van Giffen die Anlage für seinen Atlas der niederländischen Großsteingräber. 1960 und 1997 erfolgten Restaurierungen. Seit 1983 ist die Anlage ein Nationaldenkmal (Rijksmonument). 2017 wurde die Anlage zusammen mit den anderen noch erhaltenen Großsteingräbern der Niederlande in einem Projekt der Provinz Drente und der Reichsuniversität Groningen von der Stiftung Gratama mittels Photogrammetrie in einem 3D-Atlas erfasst.

## Beschreibung
Bei der Anlage handelt es sich um ein ost-westlich orientiertes Ganggrab. Eine steinerne Umfassung konnte nicht festgestellt werden. Die Grabkammer hat eine Länge von 9,5 m und eine Breite von 3,6 m. Sie besteht aus fünf Wandsteinpaaren an den Langseiten und je einem Abschlussstein an den Schmalseiten. Von den ursprünglich fünf Decksteinen fehlt der mittlere. Einer der Decksteine weist eine Reihe von Keillöchern auf. Ob dem Zugang der Kammer ursprünglich Gangsteine vorgelagert waren, ist unklar.